# Sumu-la-El
Sumu-la-El (tudi Sumulael ali Sumu-la-ilu) je bil kralj iz Prve babilonske dinastije, ki je vladal okoli 1817 do  1781 pr. n. št. (kratka kronologija).